# 楊熥
楊熥（?—?），順天府固安縣（今河北省固安縣）人，中國清朝官員。進士出身。

## 生平
楊熥之父楊之暟，舉賢良方正。楊熥於雍正七年（1729 年）與兄楊秀、楊熠同中舉人，乾隆二年（1737年）中式丁巳恩科于敏中榜二甲第十八名進士。歷任山東新城、海豐、長清縣知縣，後改江南山陽縣知縣。他任職新城縣時，興修水利，防治水患，政績卓著，縣人立碑紀之。《山東通志》、民國《固安縣志》皆有傳。
兄楊秀，雍正八年進士，官至翰林院侍講。